# Lftp
lftp — консольный FTP-клиент для UNIX и UNIX-подобных операционных систем. Программа написана Александром Лукьяновым и распространяется по лицензии GNU GPL.
Кроме FTP программа также поддерживает протоколы FTPS, HTTP, HTTPS, HFTP, FISH и SFTP, используемый протокол автоматически определяется из URL-ссылки. Одно из достоинств программы Lftp — поддержка протокола FXP: передачи данных между двумя FTP-серверами без участия компьютера клиента. С помощью команды torrent можно задействовать встроенный BitTorrent-клиент.
Lftp относится к мощным FTP-клиентам, он имеет такие функции как рекурсивное зеркальное копирование дерева каталогов, автоматическое возобновление прервавшейся загрузки, выставление закладок для файлов и каталогов, и многое другое. Загрузка файлов в назначенное время, ограничение скорости загрузки, очереди загрузки. Контроль процесса загрузки в UNIX-подобной командной оболочке, либо автоматизация процесса скриптами.

## История создания
Изначально lftp являлся частью проекта ftpclass, выпущенного 1 августа 1996 года (сообщение об этом в конференции relcom.tcpip Архивная копия от 17 апреля 2009 на Wayback Machine). Затем функциональность компонента развивалась, и в феврале 1997 года проект был переименован в lftp. Цели разработки проекта были такие: надёжность, автоматическое возобновление прервавшейся загрузки, распараллеливание загрузки между нескольким TCP соединениями с целью увеличения скорости, ускорение работы с помощью конвейеризации протокола. В дальнейшем было реализовано рекурсивное зеркальное копирование дерева каталогов.